# 诱导效应
誘導效應，即因分子中原子或基團極性（电負性）不同而致使成键电子雲在原子链上向某一方向移动的效應。其本质是静电感應。电子雲偏向电负性较强的基团或原子（如氟）移动。
诱导效应的强弱程度可以通过测量偶极矩而得知，也可以通过比较相关取代羧酸的酸解离常数而大致估量。它随距离的增长而迅速下降，故一般情况下只需要考虑三根键的影响。诱导效应的另外一个特点是电子云是沿原子链移动或传递的，这一点与场效应不同。
诱导作用的大小一般以氢为标准进行比较：吸电子能力比氢强的基团或原子具吸电子诱导效应，用 −I 表示；给电子能力比氢强的基团或原子则具给电子诱导效应，用 +I 表示。
取代基的诱导效应强弱有如下规律：
- 同族元素中，原子序数越大，吸电子诱导效应越弱；同周期元素中，原子序数越大，吸电子诱导效应越强。
- 基团不饱和程度越大，吸电子诱导效应越强。这是由于各杂化态中 s 轨道成分不同而引起的，s 成分越高，吸电子能力越强。
- 正电荷基团和含配位键（直接相连）的基团具吸电子诱导效应，负电荷基团具给电子诱导效应。
- 烷基具给电子诱导效应和给电子超共轭效应。

常见基团的诱导效应顺序如下：
- 拉电子基：NO2 > CN > F > COOH > Cl > Br > I > C≡C > OH > C6H5 > C=C > H
- 推电子基：(CH3)3C- > (CH3)2CH- > CH3CH2- > CH3- > H